# Мазари-Шариф
Маза́ри-Шари́ф (дари مزار شریف Mazār-e Šarif, пушту مزار شریف‎ — «священная гробница») — четвёртый по величине город Афганистана. Столица провинции Балх.
Один из древнейших и красивейших городов Афганистана.
Население — 427 600 жителей (по состоянию на 2015 год).

## География
Расположен в северной части провинции Балх, в 58 километрах к югу от города Термез (Узбекистан), в 155 километрах к западу от города Кундуз, в 310 километрах к северо-западу от столицы страны, города Кабул.

## Климат
| Показатель                                                                  | Янв. | Фев. | Март | Апр. | Май | Июнь | Июль | Авг. | Сен. | Окт. | Нояб. | Дек. | Год |
| --------------------------------------------------------------------------- | ---- | ---- | ---- | ---- | --- | ---- | ---- | ---- | ---- | ---- | ----- | ---- | --- |
| Абсолютный максимум, °C                                                     | 23   | 28   | 32   | 37   | 40  | 43   | 45   | 46   | 39   | 35   | 28    | 23   | 46  |
| Средний суточный максимум, °C                                               | 10   | 12   | 16   | 23   | 30  | 36   | 38   | 36   | 32   | 24   | 16    | 10   | 23  |
| Средняя температура, °C                                                     | 4    | 6    | 10   | 16   | 23  | 28   | 31   | 29   | 24   | 16   | 9     | 4    | 17  |
| Средний суточный минимум, °C                                                | −1   | 1    | 5    | 10   | 16  | 21   | 25   | 23   | 17   | 8    | 2     | −1   | 11  |
| Абсолютный минимум, °C                                                      | −16  | −13  | −5   | −1   | 7   | 12   | 12   | 13   | 6    | −2   | −7    | −15  | −16 |
| Норма осадков, мм                                                           | 20   | 30   | 40   | 40   | 10  | 0    | 0    | 0    | 0    | 0    | 10    | 20   | 210 |
| Источник: Weatherbase. www.weatherbase.com. Дата обращения: 6 февраля 2020. |      |      |      |      |     |      |      |      |      |      |       |      |     |

## История
В начале 1980-х годов советскими специалистами здесь был построен нефтяной техникум.
С 1992 по 1997 год город являлся резиденцией генерала Абдул-Рашида Дустума.
С 1998 по 2001 год контролировался движением Талибан; после взятия города талибы организовали массовые убийства узбекского населения, в ходе которой погибло, по самым скромным оценкам, не менее 2 тыс. человек.
9 ноября 2001 года оппозиционный Северный альянс провёл, после мощной воздушной кампании поддерживающих их американцев, первую серьёзную наступательную операцию с начала войны, взяв Мазари-Шариф; при этом было убито много талибов, прекративших сопротивление, а город подвергся мародёрству.  

25 ноября 2001 года в превращённом в тюрьму форте «Калай-Джанги» (Qala-i-Jangi) в окрестностях Мазари-Шарифа произошёл кровавый бунт пленных талибов, при подавлении которого погибло около 700 человек.
К середине июня 2021 года талибы окружили Мазари-Шариф, в середине августа заняв его без боя.

## Население
Мазари-Шариф — многонациональный город. В городе проживают таджики. Также проживают узбеки, хазарейцы, туркмены и пуштуны.
Доминирующим и межнациональным языком является дари, являясь также основным языком провинции Балх.

## Экономика
см. Экономика Афганистана

### Транспорт
Мазари-Шариф является основным торговым и транспортным центром северного Афганистана.
Автомобильными дорогами Мазари-Шариф связан с Гератом, Кабулом и Термезом (Узбекистан).
Имеет важное значение кольцевая автомагистраль, которая начинается в Кабуле, идёт на север через туннель на перевале Саланг до Хульма, затем поворачивает на запад к Мазари-Шарифу, далее следует на Меймене и Герат, после чего направляется к юго-востоку до Кандагара и, наконец, к северо-востоку на Кабул.
В городе действует аэропорт «Мазари-Шариф», осуществляются регулярные рейсы из Кабула.

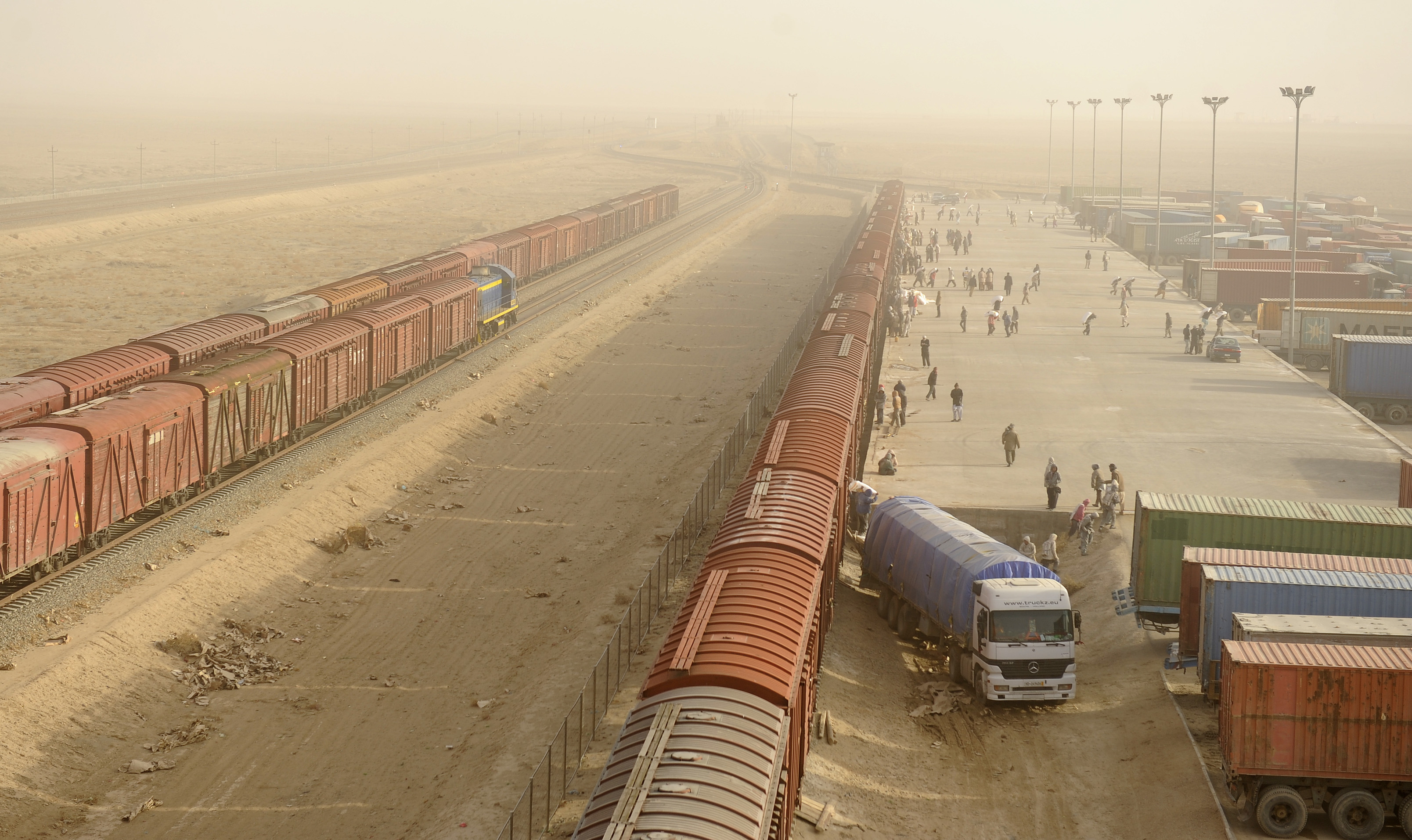
Ж/д станция

21 декабря 2011 года была сдана в эксплуатацию первая железная дорога в стране, она соединила узбекскую границу и порт Хайратон с аэропортом в Мазари-Шарифе (75 км). Грузы прибывают на товарных поездах и далее перегружаются на самолёты и грузовики для дальнейшей перевозки по стране. По мере роста экономики это создаст много новых рабочих мест для местного населения и увеличит доходы городской казны.

## Достопримечательности

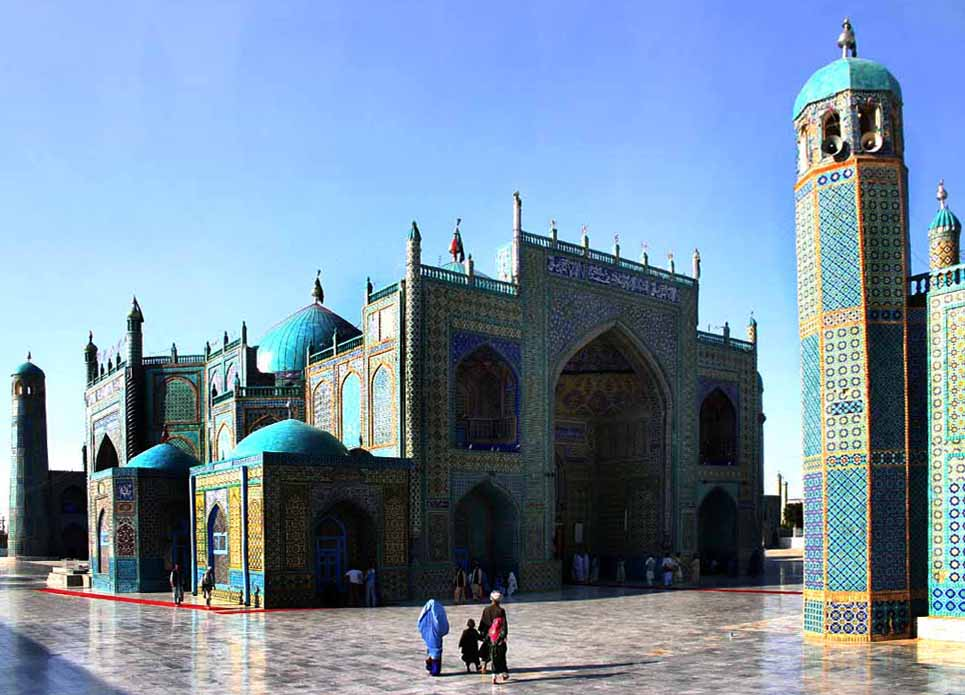
Голубая мечеть в Мазари-Шарифе

В Мазари-Шарифе находится уникальный храмовый комплекс Голубая мечеть. По местным легендам это — могила халифа Али, тело которого выкрали похитители. По этой причине Мазари-Шариф служит местом поклонения, особенно шиитов.
Настоящая могила халифа Али находится в городе Неджефе в Ираке, однако дополнительные мазары как места поклонений — явление частое в афганской и таджикской религиозной практике. 

По мнениям некоторых историков[кто?], в этом месте была могила Зороастра.

## Города-побратимы
- Душанбе (тадж. Душанбе, перс. دوشنبه‎), Таджикистан (13 июля 1991)